# Матюнин, Павел Павлович
Павел Павлович Матюнин (псевдоним ПЭМ, Пэм; 27 января 1885, с. Песчанка, Сумский уезд, Харьковская губерния — 12 июля 1961, Париж) — русский художник-карикатурист, инженер-электромеханик.

## Биография
Родился 27 января 1885 года в селе Песчанка Сумского уезда Харьковской губернии в дворянской семье. Его отец — Павел Гаврилович Матюнин — адвокат, депутат III Государственной Думы от Харьковской губернии.
П. П. Матюнин окончил училище в городе Сумы, а в 1903 году поступил на электромеханическое отделение Санкт-Петербургского политехнического института (окончил в 1909 году). После окончания вуза работал инженером-электриком в Морском министерстве, занимался электрификацией Санкт-Петербургского порта.
С 1905 года под псевдонимом ПЭМ начал работать карикатуристом газете «Новое время», позднее — в газете «Вечернее время», в журналах «Сатирикон», «Русская мысль», «Столица и усадьба» — одном из самых роскошных изданий той поры. Рисунки и карикатуры П. П. Матюнина отличались злободневностью, его мишенью были общественная жизнь, политика, мода. Во время Первой мировой войны публиковал сатирические рисунки для поддержания морального духа солдат русской армии. В 1915 году в издательстве Б. А. Суворина были напечатаны два альбома Матюнина «Война и ПЭМ». С. М. Эйзенштейн среди художников, оказавших на него влияние в детстве, упоминал «ПЭМа из „Вечернего времени“, особенно гремевшего в мировую войну сборниками „Война и ПЭМ“, полными скучных Вильгельмов, совершенно напрасно меня пленявших».
В конце 1910-х годов художник подготовил альбом «Петроград первых лет революции», которых остался неизданным. В 1923 году покинул Советскую Россию и поселился в Париже. Его работы публиковались во французских газетах и журналах «Victorie», «Le Matin», «La Vie Parisienne», «Le Rire», «Fantasio», «Le Journal National». Рисунки художника на тему Первой мировой войны были переизданы французским журналом «Illustration». Сотрудничал с изданиями русских эмигрантов — газетой «Возрождение» и журналом «Иллюстрированная Россия».
С 1947 года П. П. Матюнин стал работать на постоянной основе в газете «Русская мысль». Вырученные средства за переиздание рисунков о Первой мировой войне Павел Павлович пожертвовал на реставрацию Свято-Александро-Невского Храма. Являлся активным деятелем Объединения Петербургских политехников. В 1957 году Общество сохранения русских культурных ценностей совместно с Объединением политехников организовали в Париже в здании Социального музея торжественное заседание и выставку работ ПЭМа в честь 50-летия творческой деятельности художника.
Умер Павел Павлович Матюнин 12 июля 1961 года в Париже. Похоронен на кладбище Сент-Женевьев-де-Буа.
Рисунки художника и коллекция его карикатур хранятся в Международном институте социальной истории в Амстердаме.